# Сула (птах)
Сула або олуша (Sula) — рід морських птахів родини сулових (Sulidae). Містить 6 видів. Це великі птахи з довгими загостреними крилами та довгими дзьобами. Живляться рибою, пірнаючи з висоти та переслідуючи здобич під водою.

## Поширення
Представники роду поширені у тропічних та субтропічних регіонах вздовж узбережжя морів.

## Опис
Птахи мають обтічне тіло, довгі та вузькі крила. Міцний конічний дзьоб пристосований для утримання слизької здобичі. Лапи часто забарвлені в яскравий колір (блакитний або червоний).

## Спосіб життя
Морські птахи, що тримаються поблизу узбережжя і далеко у відкрите море не залітають. Трапляються зазвичай невеликими зграями по 10-100 птахів. Живляться майже виключно рибою, в основному оселедцевими. За здобиччю пірнають з висоти 15-30 м, складаючи крила. Під водою перебувають декілька секунд. Моногамні птахи. За винятком одного виду, гніздяться колоніями на островах, рідше на материкових скелях. Два види влаштовують гнізда на деревах і кущах. У кладці 2-3 яйця. Насиджують почергово обидва партнери. Насідних плям немає. Вони гріють яйця на плавальних перетинках, які до цього часу сильно товщають і рясно забезпечуються кров'ю. Пташенята вилуплюються голими та сліпими, потім покриваються світлим пухом. Виліт пташенят з гнізда відбувається у віці 12-20 тижнів.

## Класифікація
Історично до роду Sula відносили всіх представників родини. Згодом від роду відокремили роди Morus та Papasula. У роді Sula залишилось 6 видів:
- Сула жовтодзьоба (Sula dactylatra)
- Сула насканська (Sula granti)
- Сула білочерева (Sula leucogaster)
- Сула блакитнонога (Sula nebouxii)
- Сула червононога (Sula sula)
- Сула перуанська (Sula variegata)